# 516 Амгерстія
516 Амгерстія (516 Amherstia) — астероїд головного поясу, відкритий 20 вересня 1903 року Раймондом Смітом Дуґаном у Гейдельберзі.